# Jiménez (municipalité)
Pour les articles homonymes, voir Jiménez.
Jiménez est l'une des neuf municipalités de l'État de Lara au Venezuela. Son chef-lieu est Quíbor. En 2011, la population s'élève à 100 997 habitants.

## Géographie

### Subdivisions
La municipalité est divisée en huit paroisses civiles avec, chacune à sa tête, une capitale (entre parenthèses) : 
- Coronel Mariano Peraza (La Ceiba) ;
- Cuara (Cuara) ;
- Diego de Lozada (Cubiro) ;
- José Bernardo Dorante (El Hato) ;
- Juan Bautista Rodríguez (Quíbor) ;
- Paraíso de San José (Agua Negra) ;
- San Miguel (San Miguel) ;
- Tintorero (Tintorero).

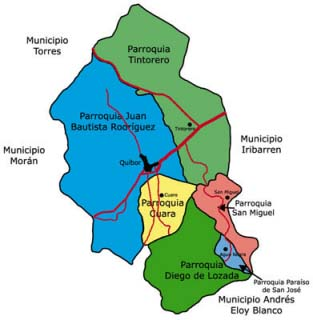
Carte des paroisses civiles de la municipalité.